# 鄧焯
鄧焯（1441年—？），字廷昭，福建福州府閩縣人，匠籍。明朝政治人物。進士出身。
成化元年，福建乙酉乡试中舉。成化八年，登壬辰科會試中進士，擔任刑部郎中。
曾祖父鄧文德。祖父鄧進。父亲鄧瑀。